# Fred Savage
Frederick Aaron Savage (Glencoe (Illinois), 9 juli 1976) is een Amerikaanse acteur en televisieregisseur.

## Vroege jaren
Hij werd geboren als zoon van Joods-Amerikaanse ouders genaamd Lew Savage, een makelaar, en Joanne, een huisvrouw. Zijn jongere broer Ben Savage is ook acteur. Hij studeerde op de Stanford University, waar hij lid was van Sigma Alpha Epsilon fraternity, en studeerde in 1999 af in het vak Engels.

## Carrière
Savage begon zijn acteurcarrière op 4-jarige leeftijd, in 1980, in de film Dinosaur. Zijn eerste kus was met een actrice in de serie The Wonder Years. Deze serie zorgde ervoor dat hij de jongste persoon ooit werd, die werd genomineerd voor een Emmy Award voor hoofdrolspeler en zorgde er ook voor dat hij een van de jongste presentatoren werd van Saturday Night Live.
Zijn beroemdste rollen zijn in de films The Princess Bride en The Wizard, en daarnaast in de twee televisieseries The Wonder Years en Working. Hij trad op als "De Mol" in Austin Powers in Goldmember en had een gastrol in Boy Meets World, waarin zijn broer Ben een hoofdrol speelde.
In de 1989 film Little Monsters, speelde Savage de zoon van Daniel Sterns karakter.
Fred Savage is op dit moment een van de regisseurs van verschillende kinder- en tienerprogramma's op Nickelodeon en Disney, zoals Ned's Declassified School Survival Guide. In januari 2006, begon hij met een hoofdrol in de ABC comedy Crumbs.

## Privéleven
Op 7 augustus 2004 trouwde hij met zijn jeugdliefde Jennifer Lynn Stone. De twee traden in het huwelijk in het L'Orangerie restaurant in de Californische stad Los Angeles. Ze hebben twee kinderen: zoon Oliver (geb. 5 augustus 2006) en dochter Lily Aerin (geb. 3 mei 2008).

## Filmografie
- Deadpool 2 (2018)
- Crumbs (TV) (2006)
- Welcome to Mooseport (2004)
- The Last Run (2004)
- The Rules of Attraction (2002)
- Austin Powers in Goldmember (2002)
- Area 52 (2001) (TV)
- Oswald (2001) (TV)
- The Jungle Book: Mowgli's Story (1998) (V)
- Working (1997) (TV)
- A Guy Walks Into a Bar (1997)
- How Do You Spell God? (1996) (TV)
- No One Would Tell (1996) (TV)
- Christmas on Division Street (1991) (TV)
- When You Remember Me (1990) (TV)
- The Wizard (1989)
- Little Monsters (1989)
- The Wonder Years (1988) (TV)
- Run Till You Fall (1988) (TV)
- Vice Versa (1988)
- Runaway Ralph (1988) (TV)
- The Princess Bride (1987)
- Convicted: A Mother's Story (1987) (TV)
- The Boy Who Could Fly (1986)
- Morningstar/Eveningstar (1986) (TV)
- Dinosaur (1980)

- Biblioteca Nacional de España: XX4874865
- Bibliothèque nationale de France: cb14043412c (data)
- International Standard Name Identifier: 0000 0000 7246 1966
- Library of Congress Control Number: n91047301
- Nationale Bibliotheek van Israël: 987007457279605171
- Nederlandse Thesaurus van Auteursnamen: 328553433
- Virtual International Authority File: 93907601
- WorldCat: E39PBJhMgYwDHqY38Qp8xfp3wC